# Renard d'Aszara
Lycalopex gymnocercus · Renard de la pampas, Aguarachay
Espèce
Répartition géographique
Statut de conservation UICN

 LC  : Préoccupation mineure
Statut CITES
Synonymes
Le renard d'Aszara ou d'Azara (Lycalopex gymnocercus) également connu sous les noms de renard de la pampa ou encore sous celui d’Aguarachay, est une espèce de mammifère carnivore de la famille des canidés. Cette espèce a été mise en lumière récemment, suite à la découverte d’un hybride avec un chien domestique : le dogxim dit « chien-renard ». Bien qu’il soit désigné sous le nom de « renard » de part son apparence particulière, dû à un processus de convergence évolutive de part une écologie comparable, il fait partie d’un genre bien plus proche de celui des loups et des chacals (Canini) : Lycalopex, qu’il partage avec d’autres espèces de canidés d’Amérique du Sud.  

## Dénominations
- Nom scientifique valide : Lycalopex gymnocercus (Fischer, 1814) [1] ;
- Noms typiques en français : Renard d'Aszara (RLRQ)[2], Renard d’Azara (UICN)[3] (CITES)[4], Renard de la pampa (JOCE)[5].
- Noms vulgaires et vernaculaires : Renard du Brésil, Aguarachay (Vieilli)[6]

Son nom vernaculaire « renard d’Azara » fait référence au naturaliste espagnol Félix de Azara, qui l’a décrit à la fin du XVIIIe siècle. L’autre appellation, « aguarachay », dérive du mot du guarani  (« renard » (c’est à dire les canidés d’Amérique du Sud ressemblant à un renard)), tandis que le suffixe -chay n’a pas de signification particulière : il a été ajouté uniquement pour distinguer cet animal des autres espèces du même genre,.

## Taxonomie
Les plus anciens fossiles de l'espèce proviennent de la formation de Vorohué en province de Buenos Aires, datant de 2,5 à 1,5 million d'années. D'autres fossiles ont été signalés dans les sédiments de la formation de Luján en Argentine, datant de 30 000 ans.
Actuellement, cinq sous-espèces sont reconnues, bien que l'aire de répartition de chacune soit incertaine et que la localité type de trois d'entre elles soit située en dehors de la distribution actuelle de l'espèce :
- L. g. antiquus (Ameghino, 1889) Présente dans les prairies des Pampas, les arbustifs du Monte et les bois ouverts de l'Espinal en Argentine centrale, des provinces de Córdoba et de San Luis jusqu’au Río Negro et à la côte atlantique.
- L. g. domeykoanus (Philippi, 1901) Présente dans la province de Copiapó, Chili.
- L. g. gracilis (Burmeister, 1861) — Présente dans les Pampas autour de Mendoza, Argentine.
- L. g. gymnocercus (Fischer, 1814)  Présente dans les prairies subtropicales du Nord-Est de l'Argentine, de l'Uruguay, du Paraguay, de la Bolivie et de l’Est du Brésil.
- L. g. maullinicus (Philippi, 1903) Présente dans la province de Llanquihue, Chili, à l’Est du lac Llanquihue

## Description

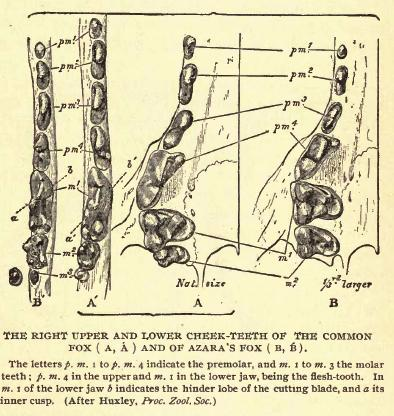
Dentition du renard d’Azara à droite, comparée à celle du renard roux à gauche.

Le renard d’Azara ressemble au culpeau par son apparence et sa taille, mais possède un museau proportionnellement plus large, un pelage rougeâtre sur la tête et le cou, et une marque noire sur le museau. Son pelage court et dense est gris sur la majeure partie du corps, avec une ligne noire courant le long du dos et sur la queue, et des parties ventrales pâles, presque blanches. Les oreilles sont triangulaires, larges et relativement grandes, rougeâtres sur la face externe et blanches sur la face interne. Les faces internes des pattes sont de couleur similaire aux parties ventrales, tandis que la face externe est rougeâtre sur les membres antérieurs et grise sur les membres postérieurs ; le bas des membres postérieurs présente également une tache noire distinctive. Les adultes mesurent de 51 à 80 cm de longueur corporelle et pèsent de 2,4 à 8 kg ; les mâles sont environ d’un dixième plus lourds que les femelles
Dans la partie Nord de son aire de répartition, le renard d’Azara présente un pelage plus coloré que dans la partie Sud

## Écologie

### Répartition et habitat
Le renard d’Azara se rencontre principalement dans le Nord et le centre de l'Argentine, en Uruguay, dans l’Est de la Bolivie, au Paraguay et dans le Sud du Brésil. Il préfère les habitats ouverts des pampas, souvent à proximité de terres agricoles, mais peut également être trouvé dans les forêts de montagne, le Chaco, les broussailles sèches et les zones humides. Il est plus commun en dessous de 1000 m d’altitude, mais peut occuper les prairies de la puna jusqu’à 3500 m.

### Comportement
Le renard d’Azara a des mœurs solitaire, mais forme des couples monogames en période de reproduction afin d’élever leurs petits. Ils ont une activité majoritairement nocturnes, devenant actifs au crépuscule, bien qu’ils puissent aussi être actifs durant la journée. Ils s’abritent dans toute cavité disponible, y compris des grottes, des arbres creux et les terriers de viscaches ou de tatous. Même lorsqu’ils élèvent les jeunes ensemble, les adultes chassent généralement seuls et marquent leur territoire en déféquant dans des sites spécifiques. Bien que leur domaine vital puisse varier considérablement, l’aire de répartition d’un individu typique a été estimée à environ 260 hectares.

### Alimentation
Le renard d’Azara a une tendance à l’omnivorie plus marquée que la plupart des autres canidés et présente un régime alimentaire varié et opportuniste. Leurs principales proies sont les oiseaux, les rongeurs, les lièvres, des tatous, les fruits, les charognes et les insectes, mais ils consomment aussi des lézards, des escargots et d’autres invertébrés ainsi que les œufs d’oiseaux nichant au sol. Il peut parfois s’en prendre aux des agneaux dans les élevages. 

### Reproduction
L’espèce se reproduit au début du printemps, la femelle n’entrant en chaleurs qu’une seule fois par an. Après une gestation de 55 à 60 jours, la mère met bas une portée pouvant compter jusqu’à huit petits. Ces derniers naissent entre septembre et décembre et sont sevrés vers l’âge de deux mois. Les femelles atteignent la maturité sexuelle au cours de leur première année, et certains individus ont vécu jusqu’à quatorze ans en captivité.
Les petits restent dans la tanière jusqu’à au moins trois mois, âge auquel ils commencent à accompagner leurs parents à la chasse. Les mâles apportent de la nourriture aux femelles qui demeurent dans la tanière auprès des petitsá.

### Concurrents et prédateurs
Leurs principaux prédateurs sont le puma, les chiens domestiques et les anacondas, en particulier l’anaconda jaune.

## Hybridation
En 2021 à Vacaria, au Brésil, un canidé soigné à la suite d'un accident s'est révélé être issu du croisement entre un renard et un chien. Il  avait les yeux d’un chien, les oreilles d'un renard et aboyait. L'examen de ses cellules a révélé qu'il avait 76 chromosomes alors que les renards en ont généralement 74  et les chiens domestiques 78. Il s'agit du seul cas connu d'hybride renard-chien, en l'occurrence, un chien mâle de race inconnue et une renarde d'Aszara. 